# Frank DeSimone
Frank A. DeSimone (17 de julio de 1909 – 4 de agosto de 1967) fue un abogado estadounidense y el jefe de la familia criminal de Los Ángeles entre 1956 y 1967. DeSimone fue el hijo del anterior don Rosario DeSimone. Algunas veces se le llamaba "One Eye" debido a que uno de sus ojos estaba caído. El sobrino de Frank DeSimone, Thomas DeSimone, fue un rufián de la familia criminal Lucchese en Nueva York. También estaba emparentado con Simone Scozzari y Joseph Civello.